# Anne-Marie Lagerborg
Anne-Marie Lagerborg, senare folkbokförd som Ann-Marie Nyström, ogift Petterson, född 9 april 1919 i Maria Magdalena församling i Stockholm, död 14 april 1988 i Nacka församling i Stockholms län, var en svensk dansare och balettchef.

## Bakgrund och karriär
Lagerborg, som var dotter till revisor Gustaf Harald Petterson och Karin Wilhelmina Dahlqvist, började tidigt dansa balett då hon antogs vid Kungliga Teaterns balettskola 1926. Hon gjorde i unga år gästspel på China, Tivoli och Liseberg. På Kungliga Teatern i Stockholm nådde hon vid 27 års ålder, 1946, positionen som sekonddansös. Efter att ha varit vice balettchef 1957–1967 lämnade hon Operan för att tillsammans med Birgit Cullberg starta Cullbergbaletten, där hon var vice balettchef 1967–1972 och balettchef 1973–1975.
Hon specialiserade sig på pantomimiska roller, exempelvis som drottningen i Svansjön och Gisellas mor i Giselle. Efter att ha spelat rollen Kristin i Fröken Julie blev hon Birgit Cullbergs mångåriga assistent. Vid urpremiären av Cullbergs Medea 1950, som Birgit Cullberg skapat för henne, dansade hon titelrollen. Cullbergbaletter instuderades i USA, Chile, Tyskland, Schweiz, Kanada och de nordiska länderna. Tudors Ekon av trumpeter vid Metronome lärde hon sig i New York 1965 och Festival Ballet i London 1973. På Cullbergbaletten har hon kunnat ses som pianisten i Flindts Lektionen och den gamla modern i Jooss Gröna bordet.

## Familj
Anne-Marie Lagerborg var 1938–1945 gift med hovkapellisten Tore Lagerborg och 1946 med ingenjören Birger Nyström (1914–1987). Hon hette Nyström efter andra giftermålet men använde namnet Lagerborg i sin yrkesutövning. Hon fick en dotter i respektive äktenskap, den äldre av dem är Ankie Lagerborg. Makarna Nyström är begravna på Boo kyrkogård.

## Priser och utmärkelser
- 1967 – Carina Ari-medaljen

## Filmografi (urval)
- 1952 – Eldfågeln
- 1951 – Sköna Helena
- 1946 – Nya melodier